# Cacographis
Cacographis é um gênero de mariposa pertencente à família Crambidae.